# FC Metallurg-Oskol Stary Oskol
El FC Metallurg-Oskol Stary Oskol (del ruso: ФК «Металлург-Оскол» Старый Оскол) es un club de fútbol ruso de la ciudad de Stary Oskol, fundado en 1997. El club disputa sus partidos como local en el estadio PromAgro y juega en la segunda división, el tercer nivel en el sistema de ligas ruso.

## Jugadores
Actualizado al 31 de agosto de 2012, según RFS (enlace roto disponible en Internet Archive; véase el historial, la primera versión y la última)..